# Плещеев, Фёдор Кириллович
Фёдор Кири́ллович Плеще́ев (Сме́рдов) — воевода, один из деятелей Смутного времени, сын Смерда Ивановича Плещеева, вследствие чего и в грамотах, и в разрядах часто именуется Фёдором Смердовым.

## Биография
Впервые встречается в 1607 году когда, будучи Тушинским воеводой, он пришёл к Пскову приводить народ к крестному целованию Лжедмитрию II. Крестьяне просили у своего воеводы Шереметева защиты против Плещеева, но тот отвечал им, чтобы они целовали крест таборскому царю, а потом сам же, вместе с дьяком Грамотиным, высылал вооружённые отряды грабить и брать в плен крестьян, приговаривая: «Зачем мужику крест целовали».
Псковичи сильно волновались, видя воеводские обиды, неправды и грабёж, и опасались прихода шведов, своих исконных врагов. Вследствие этого весьма понятно, что когда 1 сентября 1608 года разнеслась весть, что враг уже близко, то народ, по выражению летописца, встал, как пьяный, отворил ворота, целовал крест самозванцу Лжедмитрию II и впустил в город ратных людей Плещеева, который стал воеводой в Пскове.
Как видно, Плещеев недолго пробыл в Пскове, потому что Ян-Пётр Павлович Сапега, получив в том же 1608 году известие, что суздальцы целовали крест на верность Лжедмитрию II , прислал к ним своего сподвижника, полковника Александра Лисовского и ратных людей, а воеводой, как сказано в «Новом Летописце», назначил «изменника московского Федора Плещеева». Более двух лет пробыл тот в Суздале, находясь в оживлённой переписке с Яном-Петром Павловичем Сапегой, которого называл даже своим «кормильцем» и «приятелем», и ходил с Лисовским к многим соседним городам, к Шуе, Кинешме, Луху и Владимиру.
В одном из писем к Сапеге Плещеев доносил:
Во многих городах от великих денежных поборов произошла смута большая, мужики заворовались и крест целовали Василию Шуйскому, оттого денег мне обирать скоро нельзя, не та пора стала, в людях смута великая.
В разных местах вспыхнул мятеж и, собравшись в Решме, Балахне, Гороховце и Холуе, сторонники Шуйского выступили все вместе сначала к Луху, а затем к Шуе. Лисовский выслал против них суздальского воеводу Плещеева, но тот был разбит у села Дунилово и бежал в Суздаль.
В начале 1609 года, когда прошёл слух, что Плещеев отзывается в полк, а на его место будет прислан Просовецкий, суздальцы подали Сапеге челобитную, чтобы у них по-прежнему был оставлен воеводой Плещеев. Где сказано, что в случае, если челобитная не будет уважена:
Мы всем городом, покиня своё матери и жены, и дети, всеми головами своими к тебе и ко государю идем бити челом, а с Андреем Просовецким и Нехорошим Бабкиным быть не хотим, чтоб Государевой службе порухи не было и нам до конца не погибнуть.
Суздальцы, как видно, были успокоены тем, что Плещеев остался у них первым воеводой, а Просовецкий сделан вторым.
После смещения в июле 1610 года царя Василия Шуйского, и последующего избрания Семибоярщиной и Земским собором на Сухаревом поле царя Владислава Жигимонтовича самозванец Лжедмитрий II бежал в Калугу, а русские его приверженцы, не последовавшие за ним, в том числе и Плещеев, приехали в Москву к гетману Жолкевскому и объявили желание присягнуть Владиславу, но с условием, чтобы при них остались те звания, которые они получили от самозванца. Бояре, члены Семибоярщины не хотели на это соглашаться, называя приверженцев Лжедмитрия II «воровскими советниками», а потому некоторые из них, недовольные московским приёмом, опять отъехали к самозванцу. Плещеев, вернувшись к нему, был назначен воеводой в Серпухов.
После смерти Лжедмитрия II в конце 1610 года, его главный бывший соратник Ян-Пётр Павлович Сапега изъявил желание сражаться против поляков за православную веру и Ляпунов принял это предложение, и Плещеев оказался  в числе сторонников Ляпунова. В 1611 году он был уже стольником.
В 1613 году царь Михаил Фёдорович послал Плещеева во главе отряда в Тихвин против шведов, осаждавших этот город, но в Устюжне Плещеев узнал, что тихвинцы с воеводами князьями Прозоровским и Воронцовым-Вельяминовым отбили шведов и отняли у них «наряд» (артиллерию), а потому оказалось, что помощь его более не нужна.
В 1616 году Плещеев был осадным воеводой в Москве, от Неглинной до Фроловских ворот, вместе с князем Ф. И. Лыковым.
В 1618—1619 годах он воевода в Белгороде.
В 1622 году послан на Каширу для защиты от ногайских людей.
В 1623—1625 годах был товарищем воеводы в Тобольске.
С 1 октября 1625 года до 6 апреля 1628 года Плещеев был пять раз у государева стола, а на второй свадьбе царя Михаила Фёдоровича шёл, в числе двадцати трёх дворян, за санями царицы Евдокии Лукьяновны.
В 1630 году он находился в Грановитой Палате, при приёме шведского посла.
В 1632 году был в числе дворян, которых царь пожаловал, «велел свои государские очи видеть» в праздник Светлого Христова Воскресения. В этом же году, при походе на Смоленск, Плещеев был одним из полковых воевод при сборе ратных людей в Севске.
Скончался Фёдор Кириллович Плещеев 28 декабря 1633 года, так как в это число «на место умершего Ф. Плещеева» послан воеводой в Новгород-Северск Еропкин.
У Плещеева были местнические счеты с князем Ф. И. Лыковым, У. С. Ляпуновым и И. С. Погожим.
Оставил дочь Анастасию, вышедшую за князя М. В. Прозоровского.